# Alfredo Fógel
Alfredo Augusto Fógel (nacido en Rosario, Santa Fe, Argentina, el 11 de febrero de 1919; fallecido en 1991) fue un futbolista argentino. Jugaba de centrocampista y su único club fue Rosario Central. Es uno de los jugadores más reconocidos de la institución del Barrio Arroyito.

## Carrera

### Como jugador

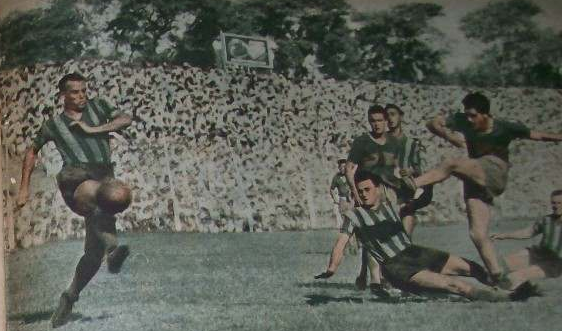
Partido del 5 de abril de 1953, Rosario Central 0-Boca Juniors 0. Alfredo Fógel neutraliza el remate al arco del delantero Roberto Rolando de Boca Juniors.

Desempeñándose como mediocampista por izquierda, caracterizado por su regularidad, sobriedad y caballerosidad, Fógel comenzó su carrera en 1936, jugando para Rosario Central, con el club aún disputando los torneos de la Asociación Rosarina de Fútbol. Como muchos otros futbolistas canallas de la época, trabajó como obrero en los talleres del Ferrocarril Central Argentino a la par de su actividad deportiva.

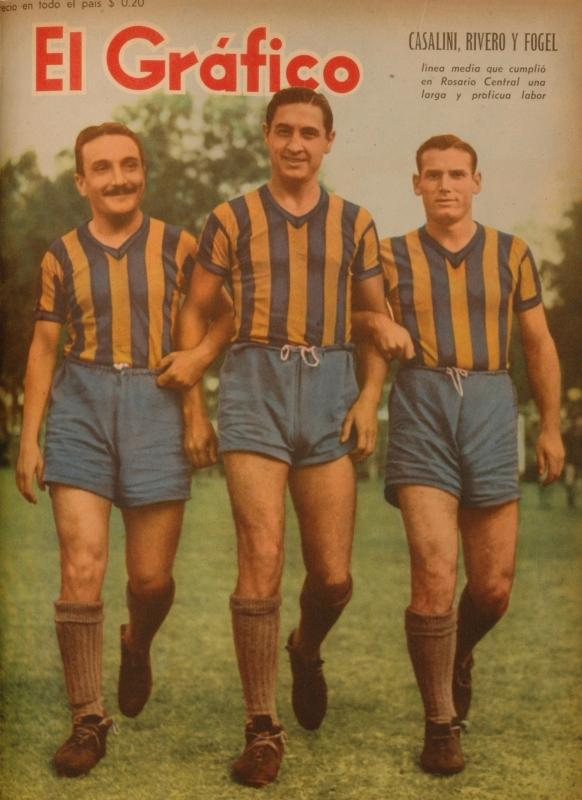
José Casalini, Claro Constancio Rivero y Alfredo Fógel formaron un recordado mediocampo durante la década de 1940.

Luego de integrar el plantel que se coronó en el Torneo Preparación, con apenas 17 años debutó en el Molinas ante Sparta, en encuentro disputado el 9 de agosto (victoria centralista 3-1). En las dos temporadas siguientes fue alternativa en el equipo titular que se alzó con otros títulos locales.
Cuando Central ingresó a los torneos de Primera División de AFA, Fógel se ganó la titularidad, disputando los 34 partidos de su equipo en el torneo. El andar irregular del canalla provocó la pérdida de categoría en 1941; el retorno  demandó sólo una temporada. Fógel se constituyó definitivamente en líder del equipo, con el agregado de que en ese 1942 retornó al club Constancio Rivero, quien sumado a José Casalini (incorporado en 1941), formaron el famoso terceto de mediocampistas que marcó una época en el club y quedó marcado a fuego en el recuerdo: Casalini-Rivero-Fógel. Este mediocampo perduró durante cuatro temporadas (desde 1942 a 1945), llegando a jugar alrededor de 120 partidos, ya que rara vez faltaba alguno de ellos. La asistencia casi perfecta fue una constante en la carrera de Fógel; en los períodos 1939-49 y 1951-52 faltó a una escasa cantidad de encuentros.
En 1950 se vio afectado por una lesión y sólo disputó 5 partidos; la falta del gran capitán se sumó al exódo de futbolistas de calidad que el club había sufrido en los dos años anteriores y Central perdió la categoría. Nuevamente necesitó un solo año para retornar a Primera, y con Fógel erigido nuevamente como puntal del equipo. En sus últimas dos temporadas como futbolista fue mermando en su participación como titular.

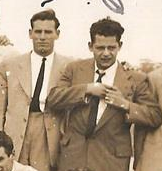
Fógel junto al Torito Aguirre.

Totalizó 423 partidos y 10 goles en 19 temporadas. Es el segundo jugador que más veces vistió la casaca auriazul, luego del uruguayo José Jorge González (521 partidos). Sus participaciones fueron a través de 32 encuentros por torneos de la Rosarina, 325 en Primera de AFA, 60 en Segunda División de AFA y 6 por copas nacionales. Como dato anecdótico, nunca conoció sanción por parte de un tribunal de disciplina. Su imagen de hombre serio y responsable contrastó con la personalidad extrovertida y rebelde del otro gran ídolo de esos equipos canallas, el Torito Aguirre. Sin embargo, forjaron una gran amistad en los largos años compartidos defendiendo los colores auriazules.
La filial del Club Atlético Rosario Central en la ciudad de Pérez lleva su nombre.
En la década de 1970 jugó en Rosario Central y fue campeón un sobrino suyo, Silvio Fógel.

#### Participaciones por torneo

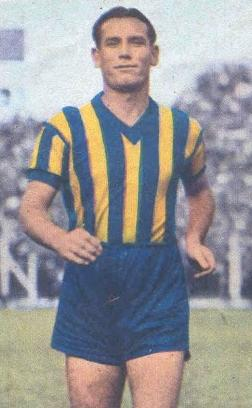
Fógel es uno de los símbolos de Rosario Central.

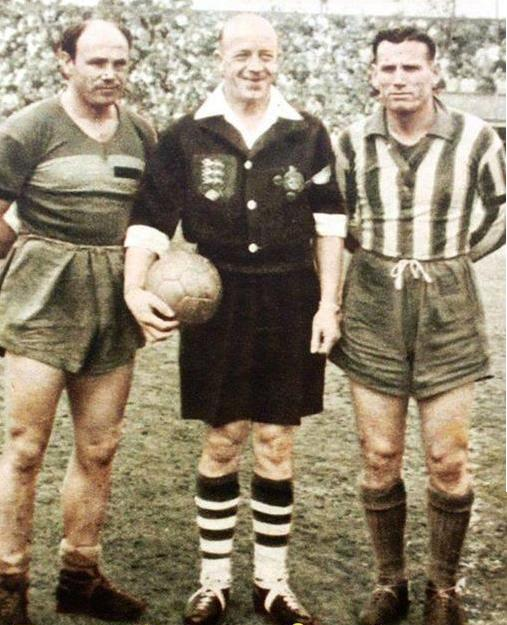
Aquí, compartiendo foto con Natalio Agustín Pescia de Boca Juniors y el árbitro inglés Harry Hartles.

| Año     | Torneo             | PJ  | Goles | Resultado |
| ------- | ------------------ | --- | ----- | --------- |
| 1936    | Torneo Preparación | 0   | 0     | Campeón   |
|         | Torneo Molinas     | 12  | 0     | 4.º       |
| 1937    | Torneo Ivancich    | 0   | 0     | Campeón   |
|         | Torneo Molinas     | 2   | 0     | Campeón   |
| 1938    | Torneo Ivancich    | 7   | 0     | 4.º       |
|         | Torneo Molinas     | 11  | 0     | Campeón   |
|         | Copa Ibarguren     | 1   | 0     | 2.º       |
| 1939    | Primera División   | 34  | 0     | 11.º      |
| 1940    | Primera División   | 29  | 1     | 13.º      |
| 1941    | Primera División   | 30  | 2     | Último    |
| 1942    | Segunda División   | 31  | 2     | Campeón   |
| 1943    | Primera División   | 28  | 0     | 9.º       |
| 1944    | Primera División   | 30  | 1     | 11.º      |
|         | Copa Británica     | 1   | 0     | 8.º final |
| 1945    | Primera División   | 27  | 0     | 12.º      |
| 1946    | Primera División   | 15  | 0     | 7.º       |
|         | Copa Británica     | 2   | 0     | 4.º final |
|         | Copa Escobar       | 1   | 0     | 4.º final |
| 1947    | Primera División   | 25  | 0     | 10.º      |
| 1948    | Primera División   | 22  | 1     | 12.º      |
| 1949    | Primera División   | 31  | 0     | 12.º      |
| 1950    | Primera División   | 5   | 0     | Último    |
| 1951    | Segunda División   | 29  | 2     | Campeón   |
| 1952    | Primera División   | 29  | 1     | 13.º      |
| 1953    | Primera División   | 16  | 0     | 9.º       |
| 1954    | Primera División   | 4   | 0     | 12.º      |
| Totales |                    | 423 | 10    |           |

#### Goles
| Campeonato            | Fecha      | Rival                           | Cond. | Rdo. | Goles |
| --------------------- | ---------- | ------------------------------- | ----- | ---- | ----- |
| Primera División 1940 | 18-08-1940 | Lanús                           | L     | 2-3  |       |
| Primera División 1941 | 11-05-1941 | Lanús                           | L     | 1-1  |       |
|                       | 08-06-1941 | Estudiantes de La Plata         | L     | 2-2  |       |
| Segunda División 1942 | 21-06-1942 | Defensores de Belgrano          | L     | 4-0  |       |
|                       | 20-09-1942 | Argentinos Juniors              | L     | 6-1  |       |
| Primera División 1944 | 18-06-1944 | Independiente                   | V     | 2-0  |       |
| Primera División 1948 | 27-06-1948 | Racing Club                     | V     | 2-5  |       |
| Segunda División 1951 | 08-07-1951 | Talleres (Remedios de Escalada) | L     | 2-1  |       |
|                       | 13-05-1951 | El Porvenir                     | L     | 3-1  |       |
| Primera División 1952 | 08-11-1952 | Atlanta                         | V     | 4-3  |       |

### Como entrenador

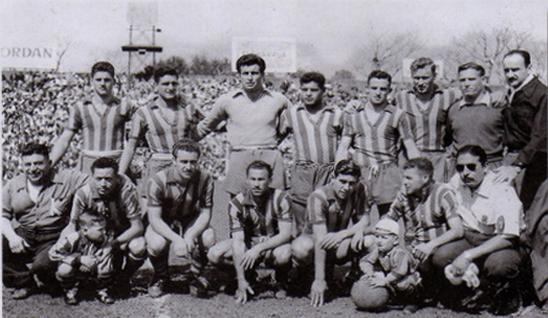
Equipo de Central en 1955. Parados: Alberto Ducca, Juan Biagioli, Américo Tisera, Néstor Cardoso, Carlos Álvarez, Pablo Buszniez, Alfredo Fógel (DT); hincados: Antonio Gauna, Alberto Marcheti, Roberto Appiciafuoco, Oscar Massei y Antonio Vilariño.

Apenas colgó los botines, Fógel se calzó el buzo de director técnico. En 1955 le tocó reemplazar al Vasco Fermín Lecea, quien había entrenado al canalla en seis de las anteriores siete temporadas.
En el Campeonato 1955, Central tuvo un andar irregular que lo llevó a tener que pelear por la permanencia. Esta se consiguió principalmente gracias a los goles de Oscar Massei, máximo anotador del torneo. La salvación definitiva llegó dos fechas antes del final del torneo, con la victoria en el clásico ante Newell's por 2-1, jugado en el Parque Independencia el 4 de diciembre.
En el Campeonato 1956 la campaña mejoró notoriamente. Central finalizó en el 6.º lugar, logrando de esa forma su mejor ubicación en la Primera División desde su incorporación en 1939. Llegaron al club el Gitano Juárez, el Negro Castro y Alberto Dolores Sánchez provenientes del fútbol cordobés, así como la incorporación al arco del peruano Walter Ormeño. Entre las victorias más resonantes conseguidas en el torneo se destacan el 2-0 en La Bombonera ante Boca el 22 de julio, precedida por un triunfo ante Independiente (2-1) y sucedida por un  5-1 ante Huracán; y un 9-2 ante Tigre en Arroyito el 7 de octubre.
Entre los futbolistas provenientes de la cantera canalla, hizo debutar a jugadores que marcaron su paso por la institución auriazul, como los casos de Carlos Álvarez, Néstor Lucas Cardoso y  Ricardo Giménez.
Dejó el cargo habiendo dirigido 60 encuentros, ganando 20, empatando 14 y perdiendo 26. Por la cantidad de partidos, es el 9.º entrenador que más encuentros entrenó a Rosario Central desde 1939 hasta la fecha, compartiendo dicha ubicación con Juan Bautista Piotto. Fue sucedido en el cargo por Gerónimo Díaz.

#### Estadística como director técnico
| Año     | Torneo           | PJ | PG | PE | PP | GF | GC  | Posición |
| ------- | ---------------- | -- | -- | -- | -- | -- | --- | -------- |
| 1955    | Primera División | 30 | 9  | 6  | 15 | 46 | 57  | 15.º     |
| 1956    | Primera División | 30 | 11 | 8  | 11 | 49 | 46  | 6.º      |
| Totales |                  | 60 | 20 | 14 | 26 | 95 | 113 |          |

## Clubes

### Como futbolista
| Club            | País      | Año       |
| --------------- | --------- | --------- |
| Rosario Central | Argentina | 1936-1954 |

### Como entrenador
| Club            | País      | Año       |
| --------------- | --------- | --------- |
| Rosario Central | Argentina | 1955-1956 |

## Selección Argentina

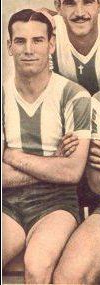
Alfredo Fógel con la casaca de la Selección Argentina.

Sus buenas actuaciones derivaron en su convocatoria a la Selección Argentina. Integró el plantel dirigido por Guillermo Stábile que afrontó y obtuvo el Campeonato Sudamericano 1945 jugado en Chile, aunque no llegó a jugar oficialmente. Su puesto fue ocupado por el jugador de San Lorenzo de Almagro Bartolomé Colombo. En este certamen también fueron convocados sus compañeros de Central Héctor Ricardo y Roberto Yebra.

### Participaciones en la Copa América
| Copa                         | Sede  | Resultado |
| ---------------------------- | ----- | --------- |
| Campeonato Sudamericano 1945 | Chile | Campeón   |

## Palmarés

### Torneos regionales oficiales
| Título                    | Equipo          | País      | Año  |
| ------------------------- | --------------- | --------- | ---- |
| Torneo Preparación        | Rosario Central | Argentina | 1936 |
| Primera división rosarina | Rosario Central | Argentina | 1937 |
| Torneo Ivancich           | Rosario Central | Argentina | 1937 |
| Primera división rosarina | Rosario Central | Argentina | 1938 |

### Torneos nacionales oficiales
| Título                        | Equipo          | País      | Año  |
| ----------------------------- | --------------- | --------- | ---- |
| Segunda División de Argentina | Rosario Central | Argentina | 1942 |
| Segunda División de Argentina | Rosario Central | Argentina | 1951 |

### Torneos internacionales oficiales
| Título                  | Equipo              | País  | Año  |
| ----------------------- | ------------------- | ----- | ---- |
| Campeonato Sudamericano | Selección Argentina | Chile | 1945 |